# Swiss Badminton
Swiss Badminton ist die oberste nationale administrative Organisation in der Sportart Badminton in der Schweiz. Der Verband wurde 1954 als Schweizer Badminton-Föderation (SBF) gegründet und verfügt über eine Geschäftsstelle in Ittigen.
Derweil gibt es etwa 15'000 lizenzierte Spieler, welche an regionalen Turnieren und am Interclub-Spielbetrieb teilnehmen.

## Geschichte
Bereits 1953 wurde in Lausanne das erste internationale Turnier in der Schweiz ausgetragen, bevor der Verband im Mai 1954 gegründet wurde. Der Verband wurde kurz darauf Mitglied in der Badminton World Federation, damals als International Badminton Federation bekannt. Der SBF wurde 1967 ebenfalls Gründungsmitglied im kontinentalen Dachverband Badminton Europe, damals noch als European Badminton Union bekannt. 1955 starteten sowohl die nationalen Meisterschaften als auch die internationalen Titelkämpfe in der Schweiz.

## Bedeutende Veranstaltungen, Turniere und Ligen
- Swiss Open
- Swiss International
- La Chaux-de-Fonds International
- Schweizer Meisterschaft
- Mannschaftsmeisterschaft
- Juniorenmeisterschaft

## Bedeutende Persönlichkeiten
- Peter Schudel